# 刘长纯
刘长纯（1962年8月13日—），中国大陸演員，出生于天津市河东区，1984年考入天津人民艺术剧院学员班，1989年在天津人艺工作。现在经纪公司为金英马影视集团。主要作品有《燕子李三》的大师兄，《绝色双娇》的大侠龙天啸，《大宅门》中的田木青一，《铁道游击队》中的政委李正。

## 话剧
- 《中国孤儿》
- 《开国第一刀》
- 《好人长在》
- 《唐明皇与杨贵妃》
- 《洁白的雪火红的旗》

## 电视剧
- 1997《燕子李三》饰 李云飞
- 2000《绝色双娇》饰 龙天啸
- 2001《女人别哭》饰 罗鑫
- 2001《无敌县令》饰 郑宽
- 2001《长征》饰 刘志丹
- 2002《大宅门》续集 饰 田木青一
- 2004《无愧苍生》饰 卢振刚
- 2004《一脚定江山》饰 苏轼
- 2005《铁道游击队》饰 李正
- 2005《热带风暴》饰 陆涛
- 2005《弘一大师》饰 李叔同
- 2006《北魏冯太后》饰 冯熙
- 2006《武昌首义》饰 丁振源
- 2007《警中警2》饰 路建春
- 2008《苏东坡》饰 章惇
- 2008《大刀向鬼子的头上砍去》饰 赵登禹]
- 2008《春秋淹城》饰 范蠡
- 2009《第五空间》饰 何团长
- 2009《大明宫》饰 李世民
- 2010《松花江上》饰 何长水
- 2010《咱们村的苹果红了》饰 金盛
- 2011《铁道游击队2》饰 李正
- 2011《追捕渣滓洞侩子手》饰 刘灿
- 2018《连升三级之科考奇遇记》(2013年拍攝)
- 2021《親愛的生命》饰 劉長純

## 电影
- 《生死警探亡命匪》 饰 刘翰涛
- 《龙中龙》 饰 朱义
- 《赌王出山》 饰 高天
- 《走向太阳》 饰 冼星海
- 《苦乐三兄弟》 饰 戴天
- 《曾克林出关》 饰 唐凯
- 《义胆情深》 饰 华子杰
- 《决不饶恕》 饰 麦队长
- 《点亮欧洲》 饰 林朝安
- 《李志民军管包头》 饰 李志民